# Naidăș
Naidăș (en hongrois : Néranádas) est une commune du județ de Caraș-Severin en Roumanie.